# Louis Dunoyer de Segonzac
Louis Dominique Joseph Armand Dunoyer de Segonzac (* 14. November 1880 in Versailles; † 27. August 1963 ebenda) war ein französischer Physiker.
Dunoyer stammte aus einflussreicher Familie, war Erster in den allgemeinen Prüfungen für die Zulassung an den Eliteuniversitäten in Frankreich im Fach Physik und Erster im Gesamtergebnis bei denen für die École normale supérieure (Paris) (ENS) und Zweiter bei denen für die École Polytechnique und begann 1902 sein Studium an der ENS. 1905 war er mit Paul Pascal Erster in den Agrégation-Prüfungen in Physik und trat in das Labor von Paul Langevin am Collège de France ein. Er promovierte 1909 bei Langevin und Eleuthère Mascart (mit einer Dissertation, in der er einen elektromagnetischen Kompass entwickelte, der Erste dieser Art der unter anderem von Charles Lindbergh bei seiner Atlantiküberquerung benutzt wurde), war danach mit einem Carnegie-Stipendium im Labor von Marie Curie und wurde 1913 Professor am Conservatoire national des arts et métiers. 1914 wurde er bei Beginn des Ersten Weltkriegs eingezogen, diente bei den Fliegern und als Inspekteur, wurde verwundet, erhielt das Croix de guerre und wurde Ritter der Ehrenlegion und wurde als Oberleutnant der Reserve entlassen. Ab 1920 lehrte er an der École supérieure d'optique, wurde 1922 Maître de conférences und 1927 Professor (ohne Lehrstuhl) für angewandte Optik an der Sorbonne. Außerdem war er 1927 bis 1929 Physiker am Observatorium in Meudon. 1937 wurde er in das Bureau des Longitudes gewählt. 1941 war er Präsident der französischen physikalischen Gesellschaft. Im gleichen Jahr erhielt er auf umstrittene Weise den Lehrstuhl von Jean Perrin, der in den USA im Exil war. 1945 wurde er auf dem Lehrstuhl durch Edmond Bauer abgelöst.
Dunoyer galt als hervorragender und technisch versierter Experimentalphysiker (er war z. B. auch ein guter Glasbläser).
1911 erfand er die Molekular- bzw. Atomstrahlmethode. Er zeigte, dass man mit einem kleinen Fenster in einem Ofen mit einem atomaren bzw. molekularen Gas einen Atom- bzw. Molekülstrahl erhielt. Das machte ihn international bekannt. Seine Methode wurde vom Amerikaner Robert W. Wood für spektroskopische Untersuchungen verwendet (der auch mit Dunoyer 1914 über Resonanzstrahlung von Natriumdämpfen arbeitete) und von Otto Stern 1919 ausgebaut und im Stern-Gerlach-Experiment spektakulär angewandt.
1913 erhielt er den Prix Becquerel für seine Arbeiten über elektrische und optische Eigenschaften von Metalldämpfen, besonders solchen des Natriums. Er befasste sich mit dem photoelektrischen Effekt (und konstruierte Photozellen, die er auch 1925 in Experimenten zum Tonfilm einsetzte), verbesserte Methoden der Vakuumtechnik von Wolfgang Gaede und Irving Langmuir und entwickelte Methoden zur Messung tiefer Temperaturen. Seine Experimente mit Metalldämpfen im Vakuum erlaubten die erste Herstellung von Spiegeln mit Aluminium-Beschichtung. Für die Entwicklung von Photozellen und Wasserwaagen erhielt er 1929 den Prix Valz.
Politisch stand er rechts. Er unterzeichnete 1935 ein Manifest zur Unterstützung der Invasion des faschistischen Italien in Äthiopien (Manifeste des intellectuels français pour la défense de l'Occident et la paix en Europe). Er stand dem Cercle Fustel de Coulanges, der ein Ableger der Action française war, war ein Anhänger von Charles Maurras und stand auch den Royalisten nah.
1906 heiratete er die Tochter Jeanne (1882–1970) des Mathematikers Émile Picard, mit der er zwei Kinder hatte. Émile Picard war auch einer seiner Lehrer gewesen (Dunoyers erste Veröffentlichung 1906 war in Mathematik).

## Schriften
- Etudes sur les compas de marine et leurs méthodes de compensation : Un nouveau compas électromagnétique, Gauthier-Villars 1909 (= Dissertation)
- Vacuum practice, Bell and Sons 1926 (frz. Original La technique de vide, Paris: Blanchard 1924)
- Le vide et ses applications, Presses Universitaires de France 1950